# Прем'єр-міністр Таїланду
Прем'єр-міністр Таїланду — голова уряду Таїланду. Прем'єр-міністр є керівником виконавчої влади. Посада існує з часу Революції 1932 року, коли країна стала конституційною монархією.
Прем'єр-міністр призначається шляхом голосування в тайській Палаті представників простою більшістю, а потім приведенням до присяги Королем Таїланду. На посаду, зазвичай, обирається лідер найбільшої політичної партії або коаліції в нижній палаті парламенту. Відповідно до конституції, прем'єр-міністр може бути призначений тільки на два терміни. 

## Історія
Посада «Президента Народного комітету» (ประธานคณะกรรมการราษฎร), пізніше змінена на «Прем'єр-міністра Сіаму» (นายกรัฐมนตรีสยาม), була вперше створена у Тимчасовій конституції 1932 року. Посада була створена за зразком прем'єр-міністра Великої Британії, оскільки Сіам став парламентською демократією в 1932 році після безкровної революції. Втім, ідея окремого глави уряду в Таїланді не нова.
До 1932 року Таїландом правили абсолютні монархи, які виконували функції як глави держави, так і уряду. Однак під час середнього та останнього правління династії Чакрі кілька осіб сприймалися як такі, що обіймають посаду, еквівалентну главі уряду. Під час правління короля Монгкута Сомдет Чао Прайя Сі Суріявонгсе відігравав дуже важливу роль в абсолютистській системі. Під час правління короля Чулалонгкорна цю роль перебрав на себе принц Дамронг Раджанубхаб. Насправді, посада, яка вважається попередницею посади прем'єр-міністра, була стародавньою посадою Самуха Найок (สมุหนายก), яким керував Акхра Маха Сенабоді (อัครมหาเสนาบดี) або «головний міністр, відповідальний за цивільні справи».
Першим прем'єр-міністром Сіаму був суддя Прая Манопакорн Нітітада. У 1945 році назву посади було змінено з «Прем'єр-міністр Сіаму» на «Прем'єр-міністр Таїланду», а потім назавжди з перейменуванням Сіаму на Таїланд у 1949 році. Протягом більшої частини свого існування цю посаду займали лідери армії - шістнадцять з тридцяти. Домінування військових почалося з другого прем'єр-міністра країни, Прая Пхахонпхонпхаюхасена, який скинув свого цивільного попередника в результаті перевороту в 1933 році. Найдовше на посаді прем'єр-міністра перебував фельдмаршал Плаек Пхібунсонгкрам - 14 років, 11 місяців і 18 днів. Найкоротшим був Таві Буньякет - всього 18 днів. Дев'ятьох було зміщено в результаті державних переворотів, трьох дискваліфіковано за рішенням суду, а одинадцять подали у відставку. Наймолодшим прем'єр-міністром була Сені Прамой у віці 40 років. Таїланд отримав свою першу жінку-прем'єр-міністра, Їнглак Чинават, у 2011 році. Кожен прем'єр-міністр, починаючи з Манопакорна Нітітади, був буддистом.
Чинна конституція 2017 року передбачає, що прем'єр-міністр може обіймати посаду не довше восьми років. Обмеження терміну було предметом судового розгляду у 2022 році після дебатів про те, як рахувати термін . Конституційний суд постановив 6-3, що термін буде рахуватися з моменту оприлюднення конституції 2017 року, так що Прают Чан-Оча може продовжувати своє прем'єрство, незважаючи на те, що він обіймав цю посаду з моменту перевороту 2014 року .